# Garum

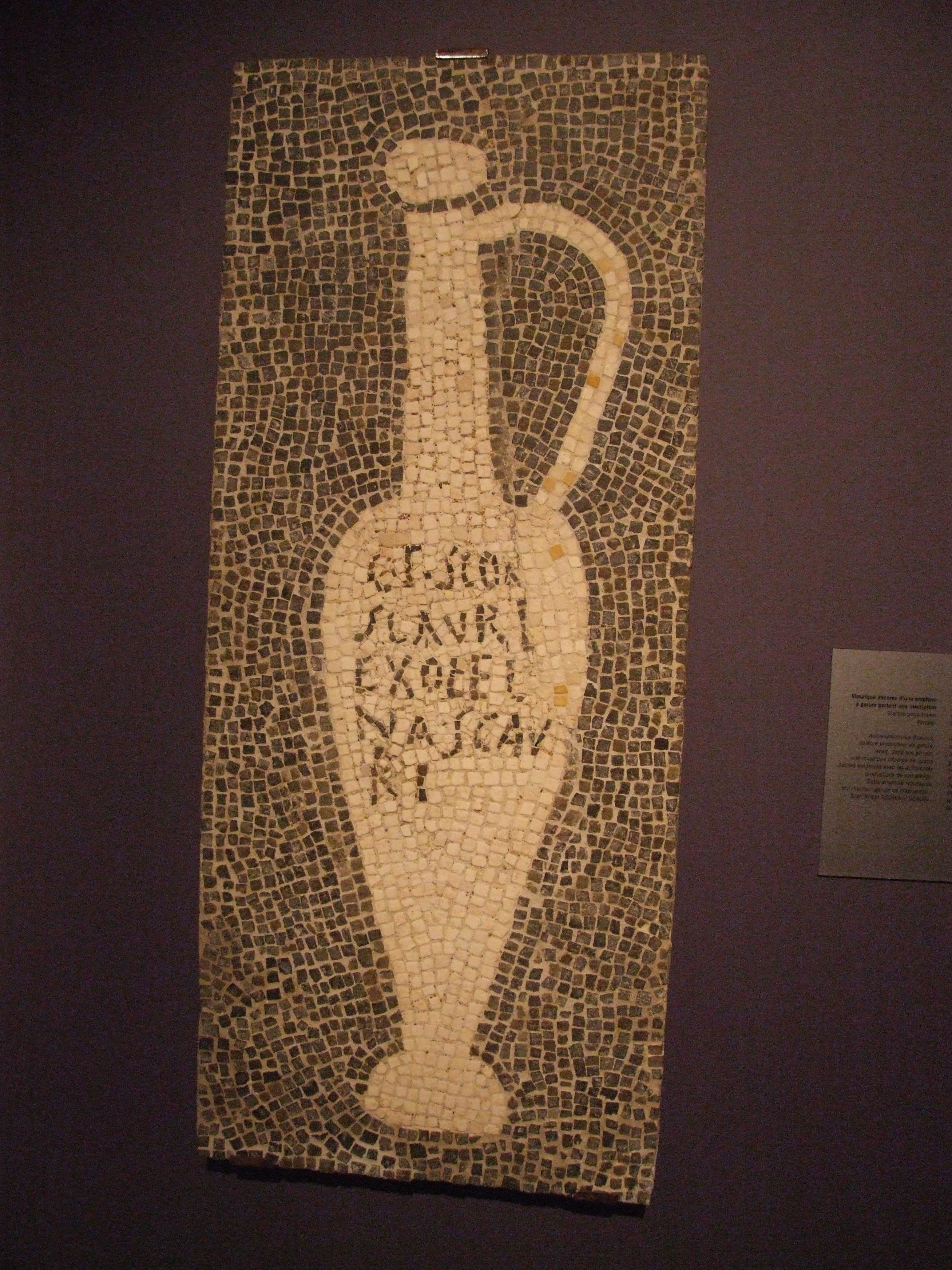
Mozaika z amforą na garum z inskrypcją reklamową G(ari) F(los) SCAM(bri) SCAURI (pol. Garum Skaurusa, najlepszej jakości z makreli, z warsztatu Scaurusa), dom Aulusa Umbrycjusza Skaurusa w Pompejach

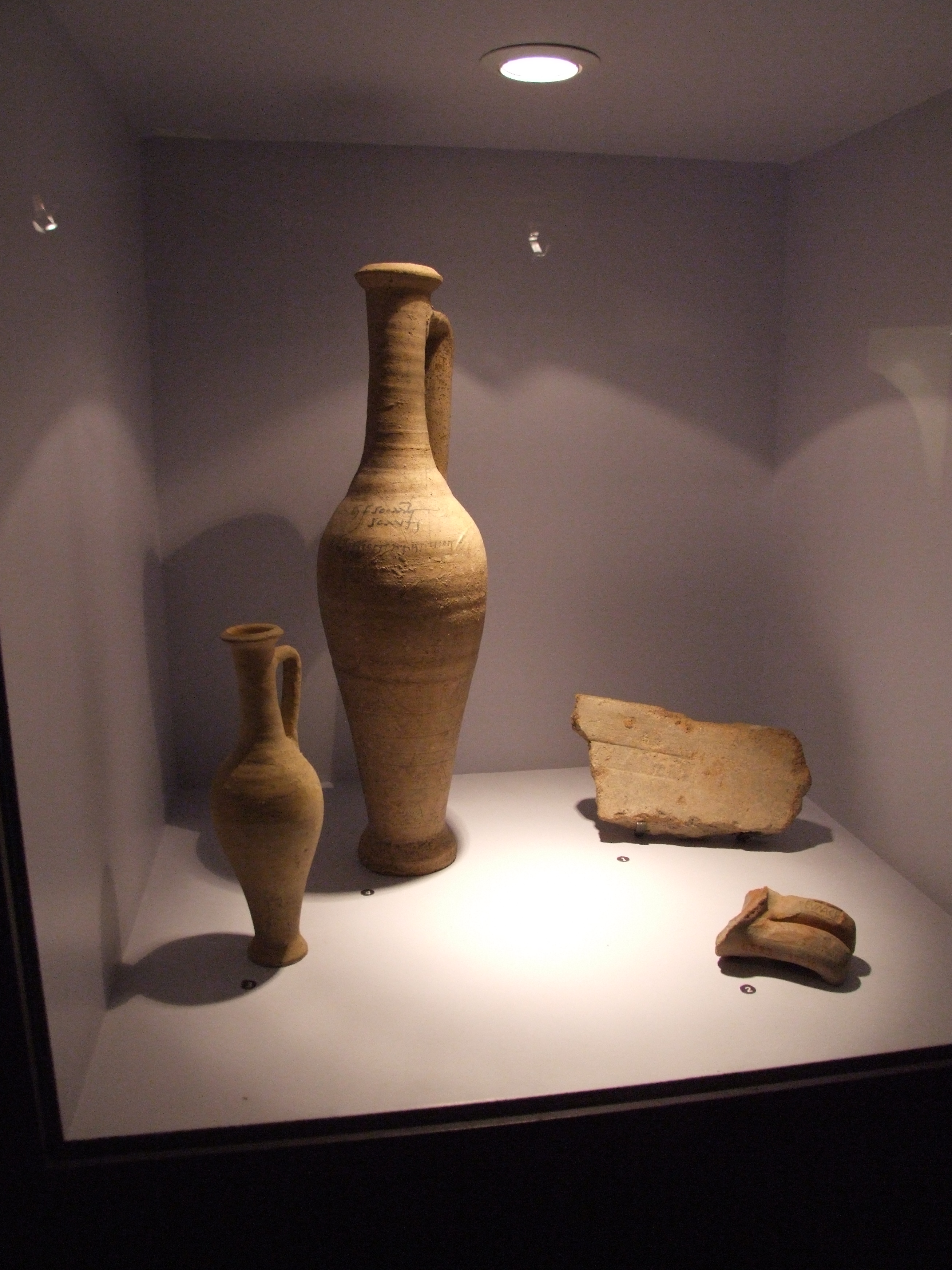
Amfora na garum, Pompeje

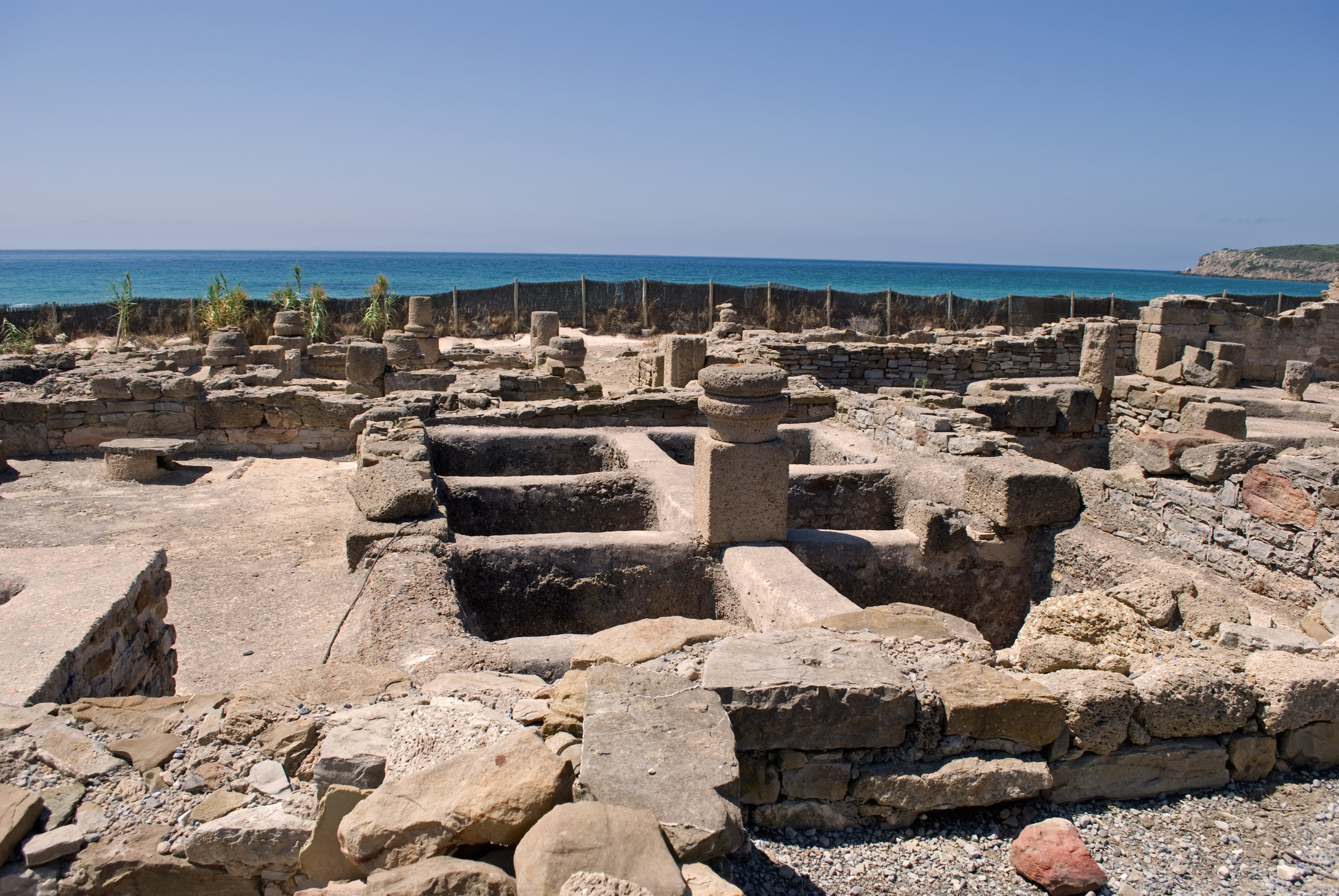
Pozostałości wytwórni garum w Baelo Claudia niedaleko Tarify

Garum – słony sos rybny o wyrazistym smaku, uzyskiwany ze sfermentowanych ryb. Jeden z podstawowych składników wykwintnej kuchni starożytnego Rzymu.
Nierozcieńczone garum zapewne miało intensywny, niezbyt przyjemny zapach. Marcjalis pisał: „Papilusowi tak cuchnie z ust, że najsilniejszy zapach perfum zamienia się przy nim w odór garum” (Marcjalis, Epg. VII,94), choć sam sos zapewne cenił; przesyłając prezent, dołączył notatkę „Przyjmij to wspaniałe garum, cenny dar pierwszej krwi, wylanej przez żywą makrelę”. Z kolei Seneka nazwał je „cieczą z rozkładającej się materii”.

## Nazwa i pochodzenie
Sos garum wywodził się z Grecji, także jego nazwa jest greckiego pochodzenia. Grecki garos był jednak – w odróżnieniu od późniejszego, luksusowego garum – dodatkiem powszechnie używanym. W Uczcie mędrców Atenajosa podanych jest kilkanaście cytatów starożytnych pisarzy wspominających garos (przez tłumaczy polskiego przekładu określonego jako „marynata rybna”); pisali o nim Kratinos, Ferekrates, Sofokles i Ajschylos, zaś Platon określił go jako „zgniły”.
Łacińską nazwą garum było liquamen, choć niektórzy badacze (Christopher Grocock i Sally Grainger) uważają, że nazywano tak wczesną wersję sosu, podobnie jak grecki pierwowzór stosowaną w popularnej kuchni.

## Wytwarzanie
Garum wytwarzano z wnętrzności ryb (np. makreli czy sardeli), małych rybek (sardynek, szprotek, barwen czy sardeli) w całości, a także z wnętrzności i krwi tuńczyka, które w dużym naczyniu mieszano z solą oraz ziołami (jak koper, fenkuł, kolendra, seler, cząber, szałwia, ruta, mięta, lubczyk, tymianek, majeranek), przykrywano i wystawiano na słońce. Całość fermentowała, przy czym po ok. tygodniu masę codziennie mieszano. Po mniej więcej miesiącu wytworzony sos odcedzano i przelewano do amfor. Pozostałe resztki, zwane allec, niekiedy zmieszane z winem albo miodem pitnym, również służyły jako dodatek do potraw, choć gorszego sortu niż garum.
Garum nie produkowano w domach, ale w wyspecjalizowanych wytwórniach, umiejscowionych w pobliżu portów. Prawdopodobnie każda posługiwała się własnym przepisem, stąd składniki sosu mogły się różnić, np. Michael Grant podaje, że jednym ze składników garum były jaja ptasie. Najdokładniejsze przepisy produkcji garum zachowały się w 20. księdze bizantyńskich Geoponik.

### Warianty
Garum produkowano w różnych odmianach, np. najwyżej cenione hiszpańskie garum sociorum wytwarzano tylko z makreli, a garum zwane krwistym – z krwi i wnętrzności tuńczyka. Producenci uwzględnili także wymagania zajętego przez Rzym Izraela – na garum castimoniale składały się wyłącznie ryby mające łuskę, zgodnie z żydowskimi przepisami religijnymi. Wariantem garum mógł być sos nazywany muria.
Sos garum miał też różne domieszki. Rozcieńczony wodą nosił nazwę hydrogarum, zaś winem – oenogarum (popularne w Bizancjum). Po dodaniu ostrych przypraw i octu otrzymywano oxygarum, zaś oliwy – oleogarum.

### Produkcja i handel
Handel i produkcja garum były przedsięwzięciami bardzo zyskownymi. Cena tego sosu za czasów Cezara sięgała nawet 500 srebrnych sesterców za congius (3,27 litra). Znaleziska archeologiczne z Zatoki Lwiej wskazują, że morski handel garum odbywał się już w V wieku p.n.e.
Wytwórnie sosu były prawdopodobnie rozlokowane na całym wybrzeżu Morza Śródziemnego: w Italii, Galii, Iberii, Azji Mniejszej, Libii. Najbardziej cenione było garum sociorum z Kartageny i Kadyksu w prowincji Hispania Baetica, gdzie było głównym towarem eksportowym do Rzymu. Również wysoko ceniony był sos wytwarzany w Luzytanii (dzisiejsza Portugalia), wysyłany bezpośrednio z portu Lacobriga (dzisiejsze Lagos). Dawną wytwórnię sosu garum można zwiedzać w dzielnicy Baixa, w centrum Lizbony. Znanymi miejscami produkcji garum były także Pompeje. Inne porty, w których znajdowały się wytwórnie, to m.in. Leptis Magna i Claomenae. Rzymskie ruiny przetwórni ryb, w których wytwarzano garum, znajdują się również w Maroku, m.in. w Liksus. 
Prawdopodobnie wzmianka w najbardziej znanym epizodzie powieści Satyricon przypisywanej Petroniuszowi (rozdział LXXVII „Uczta Trymalchiona”), dotyczy bogatego potentata handlu garum Aulusa Umbrycjusza Skaurusa z Pompejów.

## Stosowanie
Garum było dodatkiem niezbędnym w wykwintnej kuchni rzymskiej. Pojawia się w większości przepisów zachowanych w dziele O sztuce kulinarnej Apicjusza; jednocześnie w niewielu z nich występuje sól, skąd można wnioskować, że garum ją zastępowało. Skoncentrowany sos był bardzo pożywny, zachowując dużą ilość białka i aminokwasów, był cennym źródłem lizyny, soli mineralnych i witamin z grupy B. Garum było również bardzo bogate w kwas glutaminowy (naturalny smak umami), dzięki czemu jego zastosowanie było podobne do współczesnego glutaminianu sodu.
Rzymscy lekarze stosowali garum w przypadku niestrawności, owrzodzeń, ischiasu, gruźlicy i migreny. Garum było nawet używane jako składnik kosmetyków oraz do usuwania niechcianych włosów i piegów.

## Garum po okresie starożytnym

### Średniowiecze
Po upadku cesarstwa zachodniego na jego dawnym obszarze stopniowo zaprzestano używania garum. Antymus, grecki lekarz na dworze Teodoryka, w swoim dziele De observatione ciborum stanowczo zakazał stosowania tego sosu do celów kulinarnych. Garum jest jednak wspomniane jeszcze w przywilejach królów Chlotara III i Chilperyka II dla opactwa w Corbie.

### Współcześnie
Tradycyjna i wyrafinowana wersja garum produkowana jest na wybrzeżu Wybrzeżu Amalfitańskim między Neapolem i Salerno. W Mezzogiorno (południowych Włoszech) wytwarzane jest jako Colatura (di alici) (wł. „wyciek z anchois”), otrzymywana wyłącznie z anchois; poza tym regionem mniej dostępna, a poza Włochami tylko w specjalistycznych sklepach. Sos o odmiennym smaku, z dodatkiem innych gatunków ryb, oznaczany jest jako di Cetara (z Cetary). W celu stymulacji i przyspieszenia fermentacji już wyciśnięte sardele (anchois) zalewa się marynatą z przyprawami korzennymi.
Podobny do garum i podobnie wytwarzany sos rybny jest jedną z podstawowych przypraw w Azji Południowo-Wschodniej, zwłaszcza w Wietnamie, gdzie znany jest jako nước mắm. Od dalekowschodnich sosów rybnych wywodzą się popularne w XVII- i XVIII-wiecznej Anglii sosy z zasolonych sardeli z dodatkami, nazywane wówczas – od indonezyjskiego sosu rybno-sojowego kecap ikan – katchupami. Później ketchup zaczął być wytwarzany z innych składników, by w Ameryce ostatecznie zyskać współczesną postać – sosu na bazie pomidorów, ale konserwowane sardele (anchois) pozostały podstawą popularnego sosu Worcestershire, produkowanego od lat 40. XIX wieku.